# Szalkszentmárton vasútállomás
Szalkszentmárton vasútállomás a MÁV elágazó állomása a Bács-Kiskun vármegyei Szalkszentmárton községben. A vasútállomást a MÁV 151-es számú Kunszentmiklós-Tass–Dunapataj-vasútvonala érinti. Közúti megközelítését az 5213-as mellékútból kiágazó 52 312-es állomáshoz vezető út biztosítja.

## Vasútvonalak
Az állomást az alábbi vasútvonalak érintik:
- Kunszentmiklós-Tass–Dunapataj-vasútvonal

## Kapcsolódó állomások
A vasútállomáshoz az alábbi állomások vannak a legközelebb:
- Kunszentmiklós-Tass vasútállomás (Kunszentmiklós-Tass vasútállomás, Kunszentmiklós-Tass–Dunapataj-vasútvonal)
- Dunavecse vasútállomás (Dunapataj megállóhely, Kunszentmiklós-Tass–Dunapataj-vasútvonal)